# Saldobeheer
Saldobeheer is het onderdeel van het cashmanagement dat zich concentreert op het belangrijkste instrument bij het liquiditeitsbeheer, namelijk de rekening-courant. 
De rekening-courant behoort tot de liquiditeiten. Zorgvuldig beheren kan onnodige rentekosten doen vermijden. 